# Jan Krines
Jan Krines (23. června 1897 Petrovice – 21. února 1968 Újezd)
byl chodský kronikář, vlastivědný badatel a regionalista.
Zpracoval podrobné dějiny Petrovic, dvora Rejkovic, Újezda a Havlovic.